# Disa cernua
Disa cernua là một loài phong lan.